# Putineiu (okręg Teleorman)
Putineiu – wieś w Rumunii, w okręgu Teleorman, w gminie Putineiu. W 2011 roku liczyła 1149 mieszkańców.